# La bandida ciega

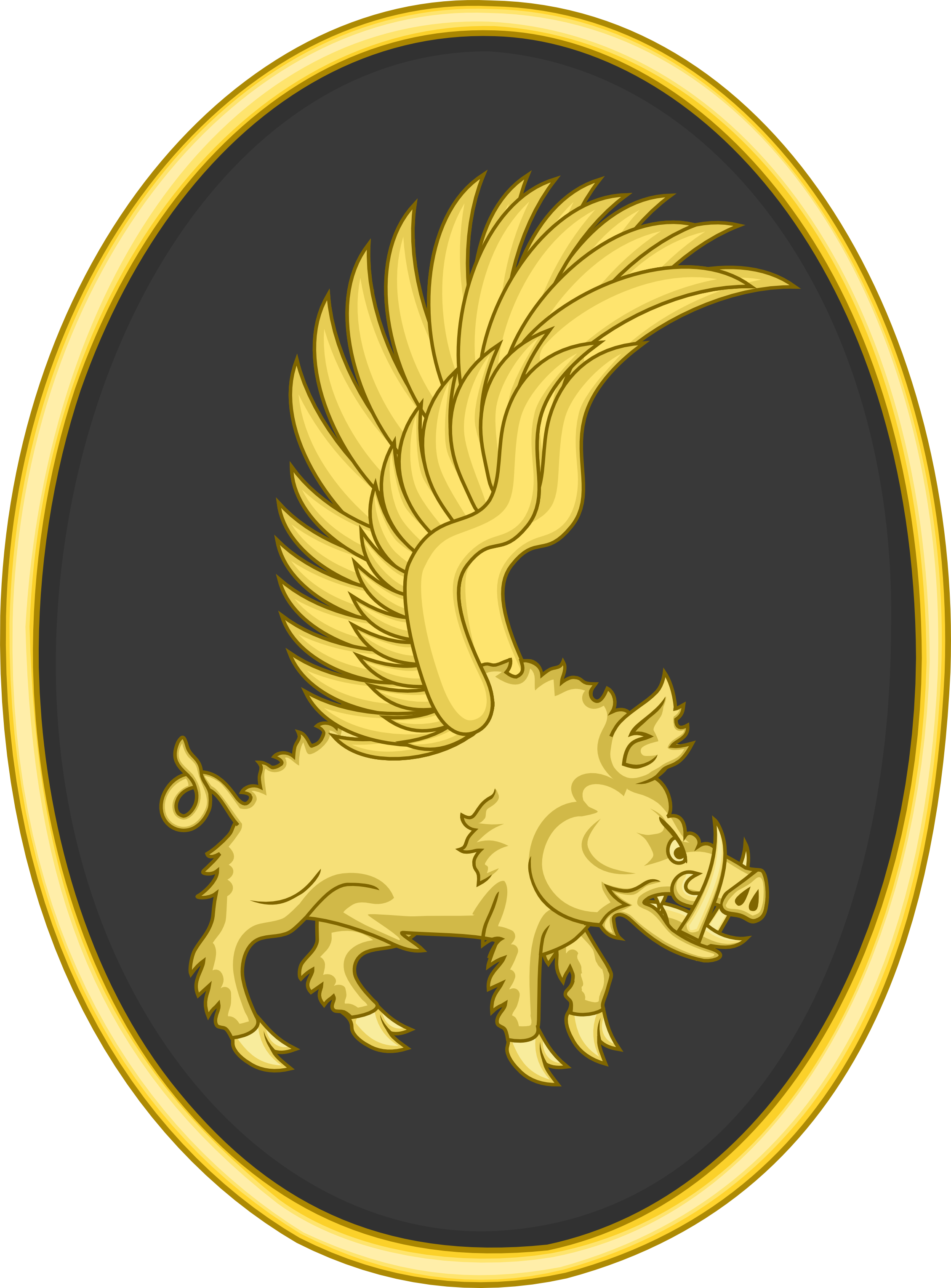
Emblema de la familia Bei Fong.

La Bandida Ciega es el vigésimo sexto episodio de la serie animada de televisión Avatar: la leyenda de Aang y el sexto capítulo de la segunda temporada.

## Sinopsis
Aang va a la ciudad de Gaoling para continuar con su búsqueda de algún Mestro Tierra. En su búsqueda, consigue una lección gratis de Tierra Control del Maestro Yu, pero él encuentra que el Maestro Yu se preocupa más por la paga que por las lecciones, es por esto que decide buscar otra alternativa. Desanimado, el equipo Avatar tienen noticias de un par de estudiantes sobre el Estruendo de Tierra VI, un Lei tai el torneo que destaca varios Maestros Tierras poderosos. Los muchachos no quieren ayudar a Aang con la ubicación, hasta que Katara usa " el encanto femenino", esto de algún modo implica la congelación de ellos a las paredes y convencerlos de que hablen.
En el torneo, ellos ven al Maestro de Tierra Control que es muy poderoso llamado la piedra, que derrota a cada luchador que se cruza. Sokka se impresiona, pero a Aang no se le ve impresionado, diciendo que la piedra solamente "escucha a sus músculos". la piedra derrota a varios competidores, hasta que sube el campeón común, La Bandida Ciega, una Maestra Tierra ciega que resulta ser Toph, una muchacha de 12 años. La Bandida Ciega se burla de la piedra, que al principio pareció tenso en la lucha con una niña ciega, antes de hacer algo rápidamente, una hendidura aparece y le dio una sacudida de cuatro pilares de roca.
Aang nota le gustan las técnicas de la Bandida, sobre todo porque ella escucha con cuidado los movimientos de su opositor, comprendió que ella es justo el tipo de persona que Bumi le dijo que debía buscar. Él también comprende que es la muchacha de blanco que él vio en su visión en el pantano
El anunciador del torneo, Xin Fu, ofrece una suma grande de oro a quien quiera que pueda derrotar a la Bandida Ciega en una lucha. Viendo una oportunidad de hablar con la Bandida, Aang la desafía. Mientras Aang quiere hablar, la Bandida está lista para una lucha, y rechaza tener una conversación. Lamentablemente, no estaba lista para enfrentar un Maestro Aire, y es derrotada cuando Aang la hace volar. La Bandida toma mal su pérdida, y se va, sin escuchar a Aang.
Más tarde, Aang y los demás vuelven a la escuela del Maestro Yu para tratar de averiguar donde vive La Bandida Ciega. La petición de los mismos estudiantes la hizo Katara "preguntando" sobre el torneo (quien ahora los intimidaba bastante), ellos no le dan mucha información, hasta que Aang recuerda el cerdo volador y a la muchacha en su visión. Los muchachos les dicen que el cerdo volante es el símbolo de la familia BEI FONG, la familia más rica en la ciudad , según los estudiantes , la más rica del reino tierra.
Mientras tanto, piedra habla con Xin Fu sobre la lucha. La Roca dijo que él miraba y no vio nada entrar en contacto con La Bandida cuando ella fue lanzada. No comprendiendo que Aang era Maestro Aire, ellos piensan que La Bandida fingió su derrota, de modo que ella les ofreciera el premio en metálico con Aang.
Aang y compañía viajan a la casa de la familia, donde ellos son recibidos por La Bandida, ahora llevando el mismo vestido que Aang la vio llevar en el Pantano. La muchacha, Toph, no quiere ayudarles, y llama a los guardias para ahuyentarlos.
Esa tarde, la pandilla, intentando averiguar algo más sobre Toph se encuentra con el Maestro Yu, que revela que él sólo entrena a Toph en el nivel de principiantes, formas de Tierra Control básicas y respiración. Intentando acercarse, Aang usa su nombre como avatar para ganar a una audiencia formal con la familia Bei Fong. Él trata de conseguir la seguridad del padre para hablar con ella sobre ayuda, pero Toph usa su Tierra Control para impedirle decir algo de la revelación. Sus padres y profesor son completamente inconscientes sobre su habilidad como una gran maestra tierra, y ella quiere mantenerlo así. Después de numerosas interrupciones, Aang toma represalias, haciendo que al final la cena acabe en la cara de todos.
Después de la cena, Toph se acerca a Aang para una tregua, y conversar con él. Sus padres, viéndola como una niña débil y frágil debido a su ceguera, la tratan más desvalida de lo que ella es. Entonces ella comenzó a alejarse de la casa y dominando el Tierra Control sola, en secreto compitiendo en torneos y superando a su "profesor" en la habilidad, también le cuenta de que ella puede ver , entre comillas , las cosas , puede utilizar las vibraciones de la tierra para saber que hay en su alrededor. De repente, el par es emboscado y capturado por Xin Fu y su equipo de maestros Tiera, quien quiere su dinero de vuelta.
Katara, Sokka, y la familia de Toph encuentran una nota que exige el dinero de rescate para que vuelvan sanos. La familia está lista para pagar, pero Katara y Sokka quieren venir también. Xin Fu devuelve a Toph para el rescate, pero quiere dar a la Nación de Fuego a Aang para otra recompensa. Katara suplica a Toph ayuda para rescatar a Aang, pero el padre de Toph no quiere dejarla.
Toph, por otra parte, está de acuerdo, y sin ayuda de nadie derrota Xin Fu y su equipo, usando una nube de polvo como la cubierta, y sacándolos uno por uno. En el proceso, ella demuestra a sus padres y profesor como es.
Más tarde, ella pide perdón a su familia, diciendo que a ella le gusta luchar, y que lo hizo porque la protegieron demasiado. Lamentablemente, los acontecimientos recientes sólo han convencido a su familia de reforzar más la "protección" de ella, planeando tenerla vigilada en cualquier momento, y luego prohibiendo ver a Aang y los demás para volver a su casa.
Como Aang y los demás se preparan para irse, Toph llega corriendo a ellos, diciendo que su padre cambió de opinión, dejándola viajar con ellos. Sokka ofrece marcharse rápidamente antes de que su padre "cambie de opinión otra vez". Justo cuando Toph está lista para partir, ella le menciona a Aang quiere mostrarle una cosa primero. pero justo cuando Aang salta abajo, ella lo lanza a un árbol con su Tierra Control. Posteriormente Toph les exige que le entreguen su cinturón de campeonato de regreso, cosa que Sokka accede a hacer mientras esta sentando sobre Appa y le lanza el cinturón a Toph, pero como ella es incapaz de sentir su acercamiento, esta es golpeada en la cabeza por el cinturón y cae al suelo, mientras que Aang por su parte, todavía seguía en el árbol, hasta que finalmente se cae al suelo.
Mientras tanto, el padre de Toph asume erróneamente que Aang ha secuestrado a su hija, cuando en realidad ella se escapó por su cuenta y hará lo que sea para recuperarla, para ello este contrata tanto al Maestro Yu y a Xin Fu para ir tras ellos.
- Datos: Q9019093